# گالینا استانچوا
گالینا استانچوا (بلغاری: Галина Станчева؛ زادهٔ ۳۱ ژوئیهٔ ۱۹۵۲) بازیکن والیبال است.